# Бжезьце (Сілезьке воєводство)
Бжезьце (пол. Brzeźce, нім. Brzestz) — село в Польщі, у гміні Пщина Пщинського повіту Сілезького воєводства.
Населення — 1100 осіб (2011).
У 1975-1998 роках село належало до Катовицького воєводства.

## Демографія
Демографічна структура станом на 31 березня 2011 року:
|          | Загалом | Допрацездатний вік | Працездатний вік | Постпрацездатний вік |
| -------- | ------- | ------------------ | ---------------- | -------------------- |
| Чоловіки | 522     | 124                | 360              | 38                   |
| Жінки    | 578     | 150                | 336              | 92                   |
| Разом    | 1100    | 274                | 696              | 130                  |